# مورلن
مورلن (به آلمانی: Mörlen) یک شهر در آلمان است که در وستروالدکرایس واقع شده‌است. مورلن ۵۹۹ نفر جمعیت دارد.